# 中村真弓
中村 真弓（なかむら まゆみ）は、フリーアナウンサー（元KKT熊本県民テレビアナウンサー）。

## 人物
- 熊本県立第一高等学校→明治学院大学卒業。
- 1982年4月、開局したばかりのKKT熊本県民テレビに入社。
- 1994年にKKTを退社した後、結婚・育児（息子と娘がいる[要出典]）を経て、FMKエフエム熊本の看板番組だった『お昼もGAMADAS』の水曜日のパーソナリティーを10年間務めた。
- 現在[いつ?]は、東京のFM局で番組を担当するほか、フリーアナウンサーとしても活動している。

## 来歴
- KKT時代には、開局時から『ズームイン!!朝!』の初代熊本キャスターを9年間務めた。同時にKKT初の女性キャスター同士の「ニュースプラス1くまもと」を、現在長崎国際テレビ(NIB)に在籍する島田啓子（当時は旧姓山岡で出演）と共に担当した。（なお、島田はNIB移籍後、『ズームイン!!』シリーズの担当になっている。）

## 今までの主な担当番組

### KKTアナウンサー時代
- ズームイン!!朝!
- ニュースプラス1くまもと

### フリー
- お昼もGAMADAS(エフエム熊本、毎週水曜日担当)